# Bibloplectus exilis
Bibloplectus exilis är en skalbaggsart som beskrevs av Thomas E. Bowman III 1934. Bibloplectus exilis ingår i släktet Bibloplectus och familjen kortvingar. Inga underarter finns listade i Catalogue of Life.